# SS-Ehren- und Rangführer zur besonderen Verwendung
De SS-Ehren- und Rangführer zur besonderen Verwendung waren militaire rangen die door Heinrich Himmler op 23 juni 1933 werden ingevoerd en waarin personen op erebasis konden worden benoemd. De rangen werden "voor bijzondere verdiensten voor de belangen van de SS en het openbare leven" verleend en waren vergelijkbaar met een rangen à la suite. De eerste SS-Ehrenführers kwamen uit de Freundeskreis Reichsführer SS, toen Himmler van de 32 niet SS-leden er 15 in de rang van een Ehrenführer benoemde.

## Geschiedenis
Ehrenführers bestonden al sinds 1931 in de SA. De eerste SA-Ehrenführer was August Wilhelm van Pruisen in de rang van een Standartenführer, die in 1931 op erebasis in de SA werd opgenomen. Vanaf 1933 werden ook invloedrijke publieke figuren en gulle sponsoren van de NSDAP beloond, zonder dat ze zich bij de partij of een van haar talrijke vertakkingen aan hoefden te sluiten. Ook verdienstelijke partijleden werden ermee beloond. Zo was bijvoorbeeld Hermann Göring een Obergruppenführer, een reguliere officier, maar ook een Ehrenstandartenführer der SA-Standarte Feldherrnhalle.
Op 23 januari verdween het systeem van Ehrenführer met de bestaande insignes en armbanden uit alle organisaties van Nazi-Duitsland. De Ehren- und Rangführer werd vanaf toen een reguliere dienstgraad verleend en tot uiterlijk 1938 een regulier SS-nummer gegeven. Alleen het NSFK voerde vanaf 1940 weer een afzonderlijk insigne voor hun Ehrenführer in, aangezien het niet als partijorganisatie maar als een bij de NSDAP aangeslotene organisatie werd gerekend.
De SS-Ehren- und Rangführer werden ook officieel in de eerste uitgave van de Dienstalterslisten der SS genoemd. Het zelfstandige Verzeichnis der Ehren- und Rangführer der SS publiceerde in april 1934 dezelfde lijst.
Als laatste SS-Ehrenführers droeg Himmler nog Albert Speer, in december 1944, en Hermann Göring en Hans-Adolf Prützmann, beide in april 1945, voor. Het was de bedoeling drie in de rang van een SS-Oberst-Gruppenführer te onderscheiden. Speer nam de benoeming niet aan. Göring verzamelde weliswaar graag titels, maar viel weinig later bij Hitler in ongenade. Prützmann, Generalinspektor für Spezialabwehr, kon vanwege het einde van de oorlog niet meer worden onderscheiden.

### SS-Ehrenführer
De rang van SS-Ehrenführer werd voor het eerst op 15 maart 1932 aan Max Amann verleend, hij kreeg de onderscheiding van SS-Gruppenführer. Op 15 december 1932 werd Rudolf Hess in de rang van een SS-Ehrenführer benoemd, zonder tot de SS te behoren. Hij kreeg door het Führerbefehl Nr. 10 (Neujahrsbefehl) met ingang van 1 januari 1933 de rang van SS-Gruppenführer. Hij werd niet lang daarna door de Verfügung des Führers ertoe bevoegd het uniform van een SS-Obergruppenführer te dragen. Andere titularissen hoefden geen ingeschreven lid van de SS en NSDAP te zijn. Bovendien waren de SS-Ehrenführers vrijgesteld van SS-dienst, maar ze hadden tegenover anderen SS-leden ook geen gezag, geen Befehlsgewalt. De enige verplichting van de Ehrenführer was, dat hij bij bijzondere evenementen het SS-uniform moest dragen en verder de SS financieel moest ondersteunen via de Freundeskreis Reichsführer SS.
Tot SS-Ehrenführer werden personen benoemd, die in de militaire hiërarchie als SS-Standartenführer en SS-Obergruppenführer ingedeeld werden. Deze eretitel werd ook aan oud- en of verdienstelijke SS-mannen, zogenaamde Alter Kämpfer, verleend. De SS-Ehrenführer werd meestal hoog in de bestuurlijke diensten ingezet, en die ook in het begin een SS-Oberabschnitte, SS-Abschnitte of een SS-Standarte kregen toegewezen.
Na de opheffing van het Ehren- und Rangführerschaft op 23 januari 1936 werd de SS-Ehrenführer officieel in de Allgemeine-SS opgenomen, waarna ze meestal als lid van een personeelsgroep werden ingezet in de Stab RFSS. Ze werden ook in een Stammabteilung ingedeeld. Met de instelling van de Ehren- und Rangführerschaft werd er in de SS een bijzonder uniformrecht ingevoerd, waardoor het bijvoorbeeld Leo von Jena was toegestaan de onderscheidingstekens en titel van zijn in de Allgemeine-SS bereikte rang ook in de de Waffen-SS te voeren, ofschoon hij die rang officieel nog niet had bereikt. De nieuwe Ehrenführer waren in de SS verplicht, na hun Ehrendienststellung binnen een week een Aufnahme- und Verpflichtungsschein in te dienen, die ze met het toegewezen SS-nummer tot officieel lid van de SS maakte. Wat de latere SS-Ehrenführer van de reguliere SS-Anwärter onderscheidde, was het feit dat hun etnische afkomst niet grondig werd onderzocht. De historicus Bastian Hein kwam tot de conclusie, dat er waarschijnlijk veel SS-Ehrenführer tot de hoogste leiding van de SS behoorden, omdat hun aantal binnen een korte tijd meer dan verdubbelde, terwijl het groeipercentage bij de SS maar op 16 procent lag. Als bewijs werd de constatering van August Heißmeyer van november 1937 gebruikt:
[...] dat meer dan 50% van de SS-leiders niet in Schutzstaffeldienst verwant waren, maar alleen op grond van hun activiteit in de partij, in de beweging en in staat van de Schutzstaffel geleid worden.— August Heißmeyer in een schrijven aan het SS-Personalkanzlei onder Walter Schmitt; geciteerd in: Bastian Hein: Elite für Volk und Führer?, S. 173
Het moet worden vermeld dat de Ehrenführer een rang  binnen de SS hadden en het recht om de uniformen te dragen hadden, maar zonder enige bevelsbevoegdheid. Himmler gaf deze rangen aan ministers, staatsambtenaren, militaire leiders en industriehoofden om steun voor en invloed over de SS te krijgen. Dit werkte over het algemeen niet en in sommige gevallen werden Ehrenführer vijanden van de Reichsführer-SS in de machtsstrijd over de nazi-hiërarchie, zoals Minister van Buitenlandse Zaken Joachim von Ribbentrop.

### SS-Rangführer
De eretitel van SS-Rangführer werd tegelijk met die van de SS-Ehrenführer ingevoerd. Deze omvatte alle SS-Ehrenführer, die in de militaire hiërarchie van SS-Untersturmführer tot SS-Obersturmbannführer werden gegroepeerd. Zij kregen van het begin af aan een SS-nummer en werden in het lagere leiderschapskorps van de SS geïntegreerd. Zij werden ofwel in een SS-Stammabteilung of een SS-Sturmbann gevoerd. De Rangführerschaft werd uiterlijk in oktober 1935 zonder te worden vervangen opgeheven, nadat in januari van hetzelfde jaar de laatste SS-Rangführer waren benoemd.

## Uniformeren en insignes

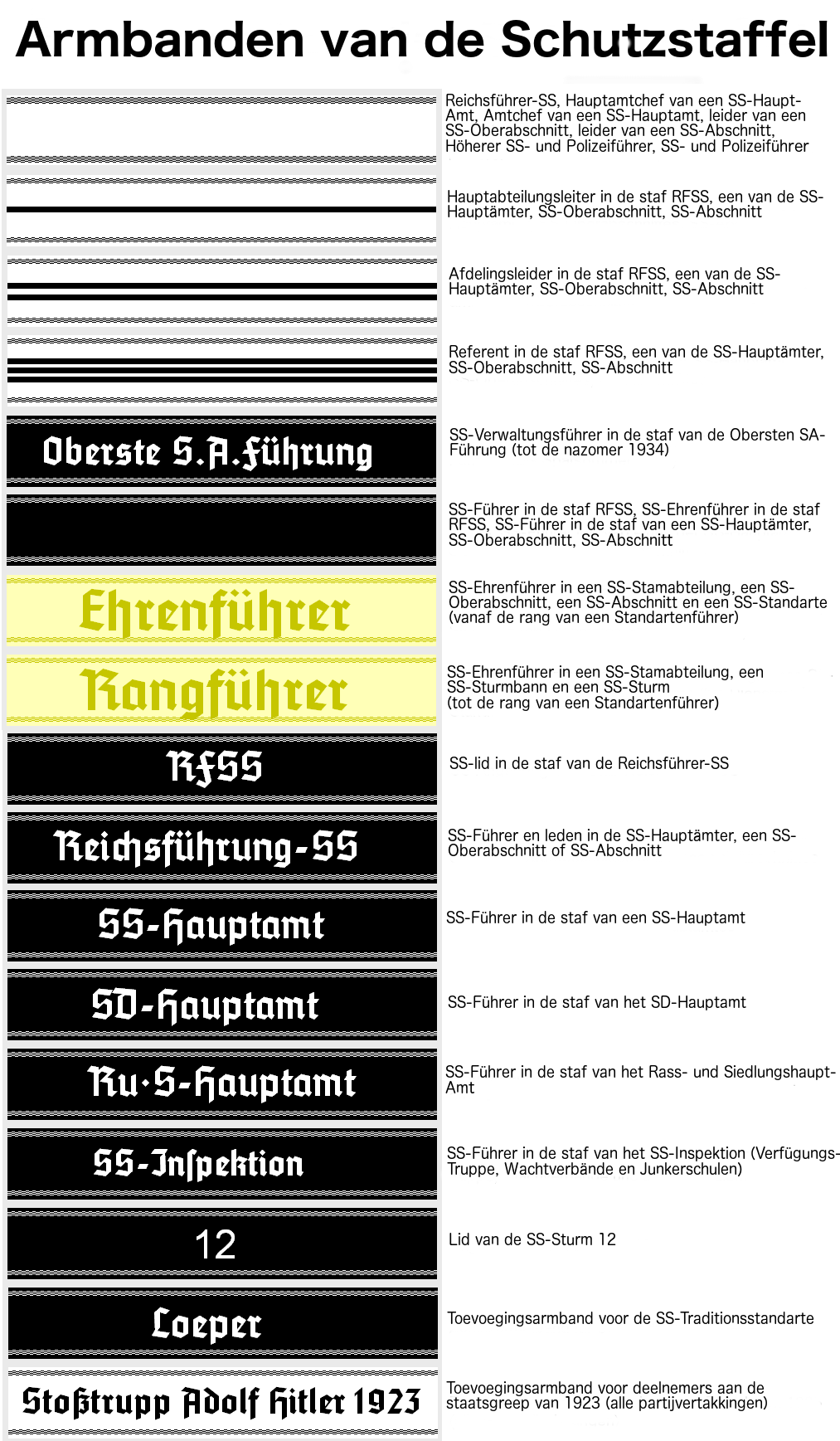
Verschillende mouwbanden van de SS

### SS-Ehrenführer
De SS-Ehrenführer droeg het zwarte uniform van de Allgemeine-SS. Tussen 23 juni 1933 en 23 januari 1936 werd in de SS het gebruikelijke insigne voor de SA-Ehrenführer, een embleem in de kraag, gebruikt, die van Standartenführer was. Deze rang werd links en rechts door een enkel eikenblad weergegeven. Daarbij kwamen nog drie messing gekleurde sterren, met daarbij op het rechter insigne onder het eikenblad een cijfer in metaal van zeven mm groot. Dit kwam overeen met het standaardnummer, dat het erelid was gegeven. De achtergrond van het insigne was zwart, dat was typisch voor de SS en met zilverdraad afgezet. Voor de andere NS-organisaties werd de SA-uitvoering voor de Ehrenführer gebruikt. Hier was de ondergrond van de insignes in het lichtblauw en met goudkoord afgezet. Op de linkermouw van het zwarte uniform werd een aparte armband gedragen. De kleur van de achtergrond daarvan was ivoor. Het werd met Ehrenführer in goudborduursel afgezet, met aanvullende informatie.

### SS-Rangführer
De SS-Rangführer droeg het reguliere zwarte uniform van de SS. Zij droegen ook al het gebruikelijke insigne van hun eenheid, waartoe zij waren ingedeeld. Daarbij kwam net zoals bij de SS-Ehrenführer een afzonderlijke armband, met een ivoor-gekleurde achtergrond met daarop in goudborduursel Rangführer, met aanvullende informatie.

## Namen

### SS-Ehrenführer
De volgende lijst is onvolledig. De hier genoemde personen werden als Gruppenführer benoemd, behalve Kurt Schmitt, die was Oberführer. De genoemde personen hebben tussen 1934 en 1944 hun rang gekregen en zijn in de loop van de tijd bevorderd.
- Max Amann
- Philipp Bouhler
- Otto Dietrich
- Albert Forster
- Wilhelm Grimm
- Konrad Henlein
- Friedrich Hildebrandt
- Karl Fiehler
- Karl Wahl
- Fritz Sauckel
- Kurt Schmitt
- Julius Schreck
- Joachim von Ribbentrop

### SS-Rangführer
De volgende lijst is onvolledig. De rang werd tussen 1934 en 1944 toegekend.
- Hermann Muhs

### Geplande SS-Ehrenführer
De lijst is volledig. De drie werden in 1944 en 1945 voorgedragen.
- Albert Speer, heeft de rang afgewezen
- Hermann Göring, voorgedragen in 1945
- Hans-Adolf Prützmann, voorgedragen in 1945